# Claude de Guise
Claude de Guise, másképp Claude de Lorraine (Condé, 1496. október 20. – Joinville, 1550. április 12.) Guise grófja, később első hercege, Aumale grófja, majd hercege, Mayenne bárója, később márkija, Elbeuf bárója, Joinville hűbérura, Franciaország fővadászmestere, pair (főrendi rang), a 16. század első felének jeles hadvezére és a később nagy befolyásra szert tett Guise-ház alapítója volt.

## Származása, ifjúsága
II. René lotaringiai herceg és Philippa de Gueldre második, felnőttkort megért fia volt. Neveltetéséről Thomas von Pafenhofen és Euvrard de Dommartin, a Vogézek régiójának baillija gondoskodott. René herceg 1508-ban halt meg, tizenkét éves másodszülöttje ekkor Joinville, Mayenne, Elbeuf, Harcourt és Boves uradalmait, azaz összes franciaországi birtokát örökölte. Joinville-i bárósága együtt járt a champagne-i örökös sénéchali címmel. 
Végül édesanyja vezette be XII. Lajos királyi udvarába – az uralkodó még 1506-ban „honosította”, ugyanis a lotharinigiai hercegség mind a Francia Királyság, mind a Német–római Császárság hűbérese volt, így bizonyos tekintetben „idegenként” kezelték Párizsban. 1513-ban vette feleségül Antoinette de Bourbon-Vendôme-ot, Ferenc, Vendôme grófja és Marie de Luxembourg lányát.

## Katonai karrierje
Az ifjú nemes Angoulême hasonló korosztályba tartozó grófjával ápolt különösen jó viszonyt, aminek meg is lett a gyümölcse, amint az 1515-ben I. Ferenc néven elfoglalta a trónt. Claude pohárnok és a királyi tanács tagja lett, majd fivéreivel, Jó Antal lotaringiai herceggel (ur. 1508–1544) és Jean de Lorraine metzi püspökkel az oldalán csatlakozott az ifjú királyhoz itáliai hadjáratán. A szeptember 13–14-én vívott marignanói csatában nagyon hősiesen harcolt, súlyos sérülést is szerzett. Első katonai sikerét számos újabb követte a királyság minden frontján.
1520-ban lett Guise grófja, mely rangot már 1480 óta hiába követelte Claude atyja. A grófság addigi ura, Charles de Rohan-Gié halála lehetővé tette I. Ferenc számára, hogy kegyet gyakoroljon hű alattvalójával. Guise ugyanebben az évben Pikárdia földjén harcolt az angolokkal, majd 1521-ben Guillaume Gouffier de Bonnivet admirális oldalán vezette a déli, Spanyolország ellen indított hadjáratot 6500 landsknecht élén, és ritka ügyességgel megfutamította az ellenséget a hondarribiai (franciául Fondarabie) ütközetben. Ezután visszakerült északra, és az angolok elleni harcokban kiváló tisztként bizonyított a bapaume-i, az 1522-es hesdini és az 1523-as neufchâteau-i összecsapásokban.
1525-ben kitört a német parasztháború, melynek az anabaptizmus szolgáltatott ideológiát. Lotaringiai földjeiket féltve Claude két fivérével együtt a hercegségbe sietett, komoly haderőt toborzott elsősorban francia nemesekből, melynek élén május 17-én Saverne mellett lemészárolta a képzetlen tömeget. Ekkor ragadt rá a „Nagy mészáros” ragadványnév. Keleti elfoglaltságai miatt nem vehetett részt királya itáliai hadjáratán. Miután I. Ferenc V. Károly fogságába esett a paviai csatában, Claude de Lorraine Louise de Savoie anyakirályné és régens katonai tanácsadójaként vett részt az államügyekben.

## Guise első hercege

A guise-i hercegi címer

1526-ban I. Ferencet sikerült kiváltani fogságából, ő pedig hazatérve komoly tisztogatásba kezdett a hűtlen arisztokrácia körében – ennek elsősorban a hajdani connétable, a még 1523-ban elűzött áruló III. Charles de Bourbon körei látták kárát. A lotaringiai Claude viszont érdemesnek bizonyult arra, hogy megjutalmazza, így 1526-ban fővadászmesterré nevezték ki, 1527-ben elnyerte Burgundia kormányzói tisztét, 1528-ban pedig Guise hercege és pair lett. A különösen gazdagon áradó kegyek, melyek még csak nem is a királyi ház egy tagját illették, némi ellenállásba ütköztek a királyi birtokot féltő parlament részéről, de ez I. Ferenc akaratának teljesülését nem akadályozhatta meg.
Guise ezt követően számos diplomáciai és katonai jellegű küldetést hajtott végre a király megbízásából vagy az ő oldalán, melyek révén javak és kegyek mértéktelenül áramlottak rá. 1536-ban nagy népszerűségre tett szert, amikor 400 emberével kiszabadította a korábban Péronne ostrománál fogságba esett, emlékiratairól ismert III. Robert de La Marck marsallt a nassaui gróf fogságából.

## Kegyvesztettsége és halála
1540-ben, amikor I. Ferencet komoly betegség döntötte le a lábáról, Guise a dauphin, a későbbi II. Henrik oldalára állt – mindez a burgundiai és champagne-i túlhatalmára féltékeny irigyei vádaskodásával párosulva ellenérzéseket váltott ki a királyból, aki leváltotta burgundi kormányzóságáról.
Guise az 1542-es luxemburgi hadjáraton II. Charles orléans-i herceg alatt szolgált, majd annak távozása után sikerrel feltartóztatta az ellenséget. 1544-ben mayenne-i uradalmát márkisággá léptették elő. Ugyanebben az évben Champagne-ba törtek be a császári hadak, a herceg azonban ezúttal a megfelelő erők híján inkább visszavonult, nem vállalva a megmérettetést. Körülbelül ekkortájt kezdett kivonulni a közéletből fia, a szintén kiváló katonai képességekkel megáldott François javára. Amikor 1547-ben II. Henrik lépett trónra, és a Guise-ek támogatását kereste, maga is a herceg örökösét és kisebbik fiát, Charles bíborost választotta – igaz, atyjuk aumale-i grófságát egyúttal hercegi rangra emelte.
Az ötvenes éveiben járó Guise joinville-i kastélyában halt meg. Nagy pompával helyezték ugyanott örök nyugalomra, özvegye Francesco Primaticcio tervei alapján készíttetett számára Dominique Florentinnel díszes sírt.

## Guise, a művészetpártoló
Claude de Guise királyához, I. Ferenchez hasonlóan bőkezű művészetpártolóként volt ismert. Számos zenészt és énekest tartott a házában, akik a joinville-i egyházi és világi ünnepségeken emelték a hercegi ház fényét. Egy alkalommal magának VII. Kelemen pápának küldött ajándékképen dalnokokat. Számos író és költő is a pártfogását élvezte, így Clément Marot is, aki ódát írt hozzá.
Itáliai küldetésein az itáliai reneszánsz nagy hatással volt rá – ahogy például kortársára, Anne de Montmorency connétable-ra is –, így maga is támogatott olasz alkotókat. Legszebb bizonyítéka reneszánsz iránti rajongásának a szobrokkal gazdagon díszített, amúgy szerény méretű ún. „Nagy kert kastélya” (château du Grand Jardin), melyet 1546-tól építtetett joinville-i erődje közelében. A kastélyról és gyönyörű kertjéről a kortárs költő, Rémy Belleau is igen jó véleménnyel volt.

## Házassága, utódai
1513. június 9-én vette feleségül a párizsi Tournelles- vagy az Étampes-palotában Antoinette de Bourbon-Vendôme-ot (1493–1583), François de Bourbon vendôme-i gróf és Marie de Luxembourg-Saint Paul lányát. Halála után özvegye nem nősült újra, bár Joinville-t hosszú élete végéig nem hagyta el. Gyermekeiket szinte kivétel nélkül túlélte, és még unokája, I. Henri tündöklését is megérte. Szélsőséges katolikus lévén mindenben támogatta utódai politikáját. Claude de Guise-nek és feleségének tizenkét gyermeke született:
1. Marie (1515–1560), 1534-től II. Louis longueville-i herceg felesége, majd ennek halála után, 1538-tól V. Jakab skót király felesége, Stuart Mária anyja;
2. François (1519–1563), Guise hercege, a francia hadsereg tábornagya (lieutenant général), a katolikus párt feje;
3. Louise (1520–1542), 1541-től I. Charles de Croy arschoti herceg felesége;
4. Renée (1522–1602), a reims-i Szent Péter zárda apátnője;
5. Charles (1524–1574), Lotaringia bíborosa, reims-i hercegérsek;
6. Claude (1526–1573), Aumale hercege;
7. Louis (1527–1578), Guise bíborosa, Metz püspöke, Sens érseke;
8. Philippe (1529), csecsemőként meghalt;
9. Pierre (1530–?), fiatalon meghalt;
10. Antoinette (1531–1561), Faremoutier apátnője;
11. François (1534–1563), a máltai lovagrend főperjele;
12. René (1536–1566), Elbeuf bárója, később márkija.